# محمود حمزة
الشيخ محمود حمزة، الشهير بـ الحمزاوي (1821-1887)، مفتي دمشق في الربع الأخير من القرن التاسع عشر وأحد أشهر علمائها، لعِب دوراً محورياً في إنهاء فتنة عام 1860 مع الأمير عبد القادر الجزائري. وهو جد الشاعر خليل مردم بك، واضع كلمات النشيد العربي السوري، وشقيق جد الأديبة السورية إلفت الإدلبي.

## البداية والأسرة
ولد الشيح محمود حمزة (الحمزاوي) في دمشق لأُسرة دينية عريقة، تولى أبناؤها إفتاء دمشق خلال القرن الثامن عشر. كان والده محمّد نسيب الحمزاوي فقيهاً لامعاً خَدم في مجلس ولاية دمشق وأصبح مفتياً عام 1846. تَعَلَم محمود الحمزاوي أصول الشريعة في مدارس دمشق الدينية، وقرأ على يد والده وعدد من علماء الشام مثل الشيخ عبد الرحمن الكزبري والشيخ حامد العطار والشيخ عبد القادر الميداني، كما قرأ على مفتي بيروت الشيخ عبد اللطيف. ولكن أكثر من قرأ عليه كان الشيخ سعيد الحلبي في الجامع الأموي، الذي علّمه علم النّحو والصّرف والمنطق والأصول. برز الحمزاوي في كتابة الخطوط الدقيقة وكتب سورة الفاتحة على حبة أرز، كما كان مولعاً بالصيد حتى اشتهر بحسن الرماية والتفنن بها.

## الحياة المهنية
عُين الشيخ الحمزاوي مُدرّساً في حي القيمرية ثم قاضياً في محكمة البزورية. وفي عام 1849، أصبح عضواً في مجلس ولاية دمشق وبعدها بعام واحد، مديراً لأوقاف دمشق، وهو في التاسعة والعشرين من عمره.

## علاقته بالأمير عبد القادر الجزائري
وقام باستقبال الأمير عبد القادر الجزائري عند وصوله دمشق عام 1855، بعد سنوات طويلة من الاعتقال في السجون الفرنسية، لقيامه بثورة مسلحة ضد فرنسا في الجزائر، دامت سبعة عشرة سنة. حلّت بينه وبين الأمير صداقة متينة، وقام الأخير بشراء داره المعروفة في دمشق القديمة من محمود الحزاوي، التي حوت آلاف العائلات المسيحية عام 1860. كان موقع الدار في زقاق النقيب بحي العمارة خلف الجامع الأموي والذي سمّي بالنقيب نسبة لآل الحمزاوي ومن تولى منهم لقب نقيب الأشراف.

## موقف الحمزاوي من حرق مدينة زحلة
تعاون محمود الحمزاوي مع الأمير عبد القادر على إطفاء نار فتنة دمشق سنة 1860، التي أودت بحياة آلاف المسيحيين من سكان حي باب توما. بدأت تلك الأحداث الدامية في جبل لبنان وامتدت إلى دمشق في مطلع صيف ذلك العام عندما هرب مسيحيو الجبل إلى قرى البقاع، فلحقهم جمع هائج من الدروز وفتكوا بهم في مدينة زحلة يوم 18 حزيران 1860. قبل وقوع المجزرة سافر الحمزاوي إلى زحلة وحاول التوسط بين الدروز والمسيحيين، ولكنه لم يفلح. بدلاً من إقامة مراسم الحزن، عمل بعض الدمشقيين على تزيّن حارات الشام وأقاموا احتفالاً يشبه ذلك الذي يتم في نهاية شهر رمضان، نكاية بالمسيحيين. رُفعت المصابيح في بعض الأزقة المحيطة بالجامع الأموي بمناسبة سقوط زحلة، أو «فتح زحلة» بحسب تعبير العوام، ورفع شعار شعبي واستفزازي يقول: «يا حنا خبّر لنخلة، الدروز حرقوا زحلة!» احتراماً لمشاعر المكون المسيحي بدمشق، نزل الحمزاوي إلى الشوارع وقام بإطفاء الأنوار وإنزال المصابيح.

## فتنة دمشق عام 1860
وصل عدد اللاجئين المسيحين القادمين من جبل لبنان وقرى البقاع إلى قرابة الخمسة آلاف، فرشوا الطرقات والحدائق العامة بدمشق. في 9 تموز 1860، دخلت مجموعة من الفتيان إلى حي باب توما، أحد أقدم أحياء دمشق الواقع في الطرف الشمالي الشرقي من السور الكبير، بدأوا يستفزون الأهالي بالصراخ والكلام البذيء وبرسم الصليب بالدهان الأحمر على الأرض أو على أبواب البيوت. ثم قاموا بوضع سلسلة من الحجارة على شكل صليب لكي يدوسونها بأقدامهم. غضب أهالي الحي من هذا التصرف، وقدموا  اعتراضاً للسلطات العثمانية. أرسل الوالي قائد الشرطة لاعتقال الأولاد وتم إجبارهم على تكنيس الطرقات التي عبثوا بها، ونُقل بعضهم مكبّلين بالسلاسل إلى سجن قلعة دمشق. ولكن أهالي سوق الأروام احتجوا وطلبوا من العسكر إطلاق سراحهم قبل وصولهم إلى السجن، بحجة أنهم أولاد قاصرين.
تمت مهاجمتهم من قبل عدد من الرجال، كسروا قيد الفتيان وعادوا بهم إلى منطقة باب توما وهم يصرخون: «لم يبق إسلام في الشام، لم يبق إسلام!»
خلال هذه الأثناء كان الأشقياء والزعران يتدفقون على باب توما من كل حدبٍ وصوب، وصل عددهم إلى عشرين ألفاً (كان عدد سكان دمشق 150 ألف) يسرقون وينهبون ويغتصبون ويذبحون كل من مرّ أمامهم من نساء وأطفال وشيوخ.
في الساعة الخامسة عصراً، انسحبت القوات العثمانية النظامية من الحي المسيحي بأمر من الوالي، مع ارتفاع عدد الرعاع والمجرمين الوافدين إليه، الذين لم يتركوا أمراً قبيحاً إلا وفعلوه أو محرماً إلا واستحلوه، فقاموا بإحراق جميع الكنائس وتهجموا على الرهبان وقتلوا ثمانية منهم في الساعات الأولى، ثم هجموا على القنصليات وقاموا بتدمير البعثات التبشيرية. هبّ الأمير عبد القادر، بمساعدة محمود الحمزاوي، وقاموا بإنقاذ ما أمكن من المسيحيين، فاخرجوهم من بيوتهم ونقلوهم إلى دار الأمير في حي العمارة. شاركهم بهذا العمل الإنساني العديد من أعيان دمشق مثل الوجيه عبد الله العمادي وسعيد آغا النوري والتاجر عثمان جبري والشيخ سليم العطار، مّدرّس البخاري في جامع سليمان باشا.

## اعتقال الحمزاوي
انتهت الفتنة بعد مقتل خمسة آلاف شخص وتدمير الحي المسيحي بأكمله، وحينها وصل وزير الخارجية العثماني فؤاد باشا إلى دمشق، الذي أمر باعتقال أكثر من ألف شخص، إما بتهمة المشاركة بعمليات الذبح أو عدم اعتراضها. اعتقل الحمزاوي مع من تم اعتقالهم من الأعيان يوم 19 آب 1860، ولكن سرعان ما أطلق سراحة بعد خمسة أيام عند ثبوت براءته التامة من تلك الأحداث. فرض الوزير العثماني أقصى العقوبات على الناس، فقام بإعدام الوالي أحمد عزت باشا، ومعه عدد كبير من أهالي دمشق،  كان بينهم الغني والفقير. في 31 آب 1860، نزل محمود الحمزاوي إلى الجامع الأموي وألقى خطبة الجمعة قائلاً: «ذلك الفعل القبيح، قتل أهل الكتاب، هدم ركن من أركان الدين وفاعله خارج بالكلية عن جمهور الموحدين. وكل من أنكر العقوبة والقصاص على الفاعلين حكمه حكم أولئك الغادرين الباغين.» عُين بعدها عضواً في لجنة التحقيق وفي لجنة استعادة المسروقات من الحي المسيحي وفي عام 1861، أعيد إلى منصبه السابق في مجلس الولاية، بأمر من والي الشام أمين مخلص باشا.

## مفتياً على دمشق عام 1868
وبعد الفتنة بثماني سنوات، عُيّن الحمزاوي مفتياً على مدينة دمشق وهو أول رجل من عائلة الحمزاوي يصل إلى هذا المقام. ولكن ومع مرور الوقت، بدأت علاقته بالسلطة العثمانية تتراجع وتنحصر، تحديداً بعد تجاهل الوالي حمدي باشا له وتقويض صلاحياته في مجلس المعارف، المسؤول عن جمعية المقاصد الخيرية. أشيع أنه كان معارضاً لعهد الحميدي ويحاول ترتيب عصيان ضده، بالتنسيق مع فرنسا والتعاون مع هولو باشا العابد، أحد وجهاء حي الميدان.
عند وفاته في أيلول 1887، اعترض شيخ الإسلام في إسطنبول على تولي شقيقه أسعد الحمزاوي منصب الإفتاء العام في دمشق، وسمي الشيخ محمد المنيني مفتياً بديلاً.

## علاقته بأبي خليل القباني
إضافة لصداقته المتينة مع الأمير عبد القادر الجزائري، كان محمود الحمزاوي صديقاً للشيخ مجول المصرب المنزي وزوجته البريطانية المقيمة في دمشق، جين دغبي. كما جمعته صداقة بالتاجر محمّد آغا أقبيق، والد رائد المسرح السوري أبو خليل القباني. عند ختم القباني القرآن الكريم، زاره الحمزاوي في داره بحي الشاغور لتهنئة والده على هذا الإنجاز، متمنياً للقباني الفتى أن يسلك طريق العلم أو أن يصبح تاجراً مثل معظم أفراد أسرته. ولكنه فضّل التوجه نحو الغناء والتمثيل، مما أثار حفيظة رجال الدين في دمشق، إلا محمود الحمزاوي دعم الفتى بقراره. حاول القباني إقناعهم بالحوار، ولكنم رفضوا الاستماع إليه، فعرض عليهم مشاركتهم بعائدات شباك التذاكر، وقدم لهم بطاقات مجانية لكي يشاهدوا ما كان مسرحه يحتوي من قيم وعبر أخلاقية، بحسب تعبيره، ولكنهم رفضوا مجدداً التعاون معه. وحده الحمزاوي قبل الدعوة ولباها.